# Megatrioza armata
Megatrioza armata är en insektsart som beskrevs av Crawford 1915. Megatrioza armata ingår i släktet Megatrioza och familjen spetsbladloppor. Inga underarter finns listade i Catalogue of Life.